# I figli di Erode
I figli di Erode (Darwin's Children, letteralmente "I bambini di Darwin") è un romanzo di fantascienza di Greg Bear del 2003.
Seguito de Il risveglio di Erode, vincitore del premio Nebula nel 2001, narra le vicende successive alla nascita dei primi Homo Sapiens Novo.

## Struttura
Come il capitolo precedente il libro è diviso in sotto-libri, che in questo caso corrispondono a salti temporali che l'autore si concede nel tentativo di narrare gli avvenimenti salienti della vita dei protagonisti (Kaye Lang, Mitch Rafelson, Christopher Dicken e Stella Nova Rafelson). Nuovamente presente al fondo il breve manuale di biologia, per dare un piccolo aiuto ai profani con i termini scientifici utilizzati nel romanzo.

## Trama
Kaye Lang è tornata a lavorare a stretto contatto con i suoi vecchi colleghi della Americol, sotto la direzione di Marge Cross, dopo che sua figlia Stella Nova è stata internata come tutti i suoi simili all'interno di una delle scuole speciali per i cosiddetti "bambini virus", alcuni anni prima. Lo stesso giorno in cui Mitch Rafelson era finito in galera, arrestato ingiustamente con l'accusa di resistenza a pubblico ufficiale e minaccia armata, quando ancora si nascondevano da Azione d'Emergenza, un gruppo speciale a caccia di bambini virus e dei loro genitori.
In tutti gli Stati Uniti la psicosi per le nuove malattie come la Shiver (di cui si conoscono però solo pochi casi), porta la popolazione ad atti estremi, come atti terroristici (che hanno fatto centinaia di morti tra i bambini SHEVA) contro le scuole speciali.
Christopher Dicken intanto si è infiltrato presso la Patogeni Sandia, una struttura che tenta ancora di trovare un vaccino contro il virus endogeno che provoca la nascita dei bambini SHEVA, ritenuti ancora dalla maggior parte delle aberrazioni e non frutto dell'evoluzione naturale.
Mitch uscito di prigione viene contattato da Eileen Ripper, una sua vecchia amica archeologa che gli chiede di andare ad aiutarla con uno scavo che secondo la donna porterà ad una rivoluzione. L'uomo, dopo aver accettato di separarsi temporaneamente da sua moglie, si dirige allo scavo, non prima però di aver fatto visita a sua figlia, Stella in Arizona. Stella è ormai quindicenne ed è una delle più anziane nell'istituto in cui è rinchiusa. Racconta a suo padre di come i bambini SHEVA siano sorvegliati e studiati costantemente e di come gli insegnanti tentino in tutti i modi di farli comportare secondo le consuetudini umane. Ma la nuova specie ha caratteristiche e modi del tutto propri, come un sistema di comunicazione tramite il contatto, gli odori e le efelidi cangianti, e ancora la tendenza ad organizzare la propria vita a gruppi, chiamati demani.
Una mattina Stella scopre di avere il suo primo ciclo mestruale e come lei tutte le ragazze appartenenti al suo gruppo. Immediatamente vengono prelevate e portate con alcuni maschi su un pullman, diretto segretamente alla Patogeni Sandia. Durante il viaggio la famiglia di una di loro sbarra la strada al mezzo e sequestra tutti i bambini liberandoli dalla loro schiavitù. Ma Stella, insieme ad un altro ragazzo incontrato tempo prima in stato di libertà, scappa in California alla ricerca di un rifugio per bambini virus di cui hanno sentito parlare.
Nel frattempo Dicken scappa dalla Patogeni Sandia quando scopre una ragazza SHEVA incinta su cui il laboratorio si apprestava a fare ricerche scientifiche. 
Kaye Lang intanto subisce alcune alterazioni nervose che lei identifica con la presenza di Dio. Per queste sue conclusioni viene praticamente derisa da un collega durante un incontro e per alcuni la sua credibilità diventa nulla. Ma Marge Cross, che da giovane ha provato ciò che prova ora Kaye, le fa conoscere un nuovo gruppo sovversivo che a breve inizierà una campagna contro l'attuale amministrazione per far sì che la nuova specie venga lasciata libera e non venga più ritenuta una malattia da eliminare o nascondere.
Mitch scopre nel suo scavo decine di scheletri di uomini e donne appartenenti a diversi gradi dell'evoluzione e questo permette a tutti di dimostrare che la speciazione in un solo passo, come accaduto grazie al Morbo di Erode, è una realtà risalente a migliaia di anni prima e non qualcosa di nuovo. A questo punto l'opinione pubblica (e il governo) è pronta per la liberazione dei bambini dalle scuole lager.
Mitch e Kaye si ricongiungono e dopo aver cercato a lungo Stella (ora diciottenne), dispersa in California, grazie ad una segnalazione giungono in un villaggio isolato di soli sheviti. Qui dopo essere stati in un primo momento scacciati ritrovano la loro unica figlia che accetta di averli con lei, anche perché incinta e bisognosa del loro affetto.

## Edizioni
- Greg Bear, Darwin's Children, Ballantine Books, 2003,  p. 544, ISBN 0-345-46491-5.
- Greg Bear, I figli di Erode, traduzione di Eleonora La Corte, collana Collezione Immaginario Solaria, Fanucci Editore, 2005,  p. 592, ISBN 88-347-1070-3.